# Ладенбург
Ладенбург (нім. Ladenburg) — місто в Німеччині, знаходиться в землі Баден-Вюртемберг. Підпорядковується адміністративному округу Карлсруе. Входить до складу району Рейн-Неккар.
Площа — 19 км2. Населення становить 11 880 ос. (станом на 31 грудня 2020).